# Arenzano
Arenzano là một đô thị ven biển thuộc tỉnh Genova, Liguria, Ý. Dân số vào khoảng 11,568 người (thống kê năm 2007). Con số này tăng lên rất nhiều vào kỳ lễ hội, đặc biệt là các ngày lễ mùa hè bởi nó là một nơi nghỉ dưỡng lý tưởng của người dân Ý trong những dịp như thế.
Nằm rất gần thủ phủ Genoa, đô thị này là nơi sinh sống của rất nhiều nhân công đang làm việc cho công ty kiến trúc Renzo Piano.

## Cảnh quan chính
- Đền thờ Chúa Hài đồng Praha.
- Nhà thờ giáo sứ thế kỷ 18.
- Villa Negrotto Cambiaso, căn biệt thự của một quý tộc người Genoa được xây dựng vào thế kỷ 16. Ngôi biệt thự này thu hút người tham quan bởi khu vườn tuyệt đẹp với những loài cây quý hiếm như cây tuyết tùng Liban, cây bách tán... Ngày nay, nó được sử dụng làm Tòa thị chính của đô thị.
- Tháp Saracen (thế kỷ 16), được xây dựng để chống lại các cuộc tấn công bất ngờ của những tên cướp biển đến từ Maghreb.
- Đền thờ Our Lady of the Olivette.

## Đô thị kết nghĩa
- Loutraki, Hy Lạp, từ năm 1957
- Pontoise, Pháp, từ năm 1958
- Domburg, Hà Lan, từ năm 1958
- El Jadida, Maroc, từ năm 1964
- Tata, Hungary, từ năm 1994